# Ursula Körtner

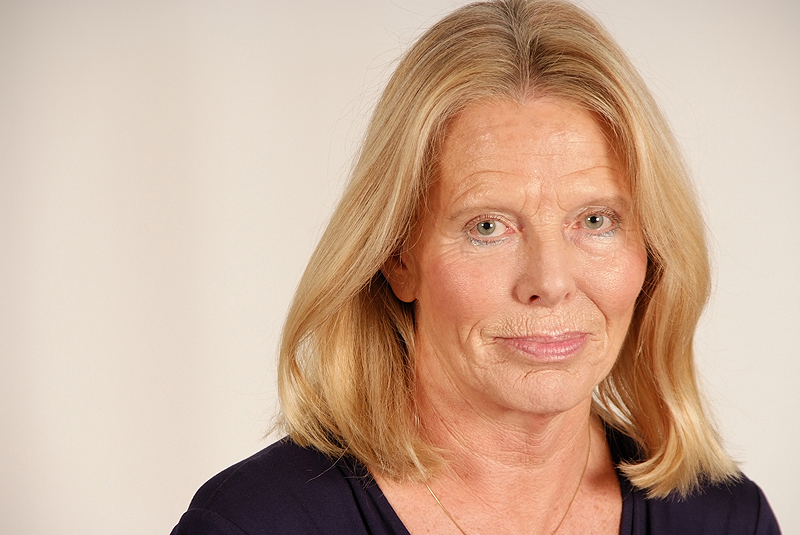
Ursula Körtner (November 2009)

Ursula Körtner (* 10. August 1946 in Bad Pyrmont) ist eine deutsche Politikerin (CDU) und ehemaliges Mitglied des Niedersächsischen Landtags.

## Privates
Nach ihrem Besuch der Volksschule und Realschule in Bad Pyrmont lernte sie an der Höheren Handelsschule in Hameln. Danach war sie als Kauffrau in Bad Pyrmont tätig. Sie ist verheiratet und hat drei Kinder.

## Karriere
Ursula Körtner ist seit 1976 Mitglied der CDU und als solche Mitglied im Landesvorstand der CDU Niedersachsen sowie Stellvertretende Bezirksvorsitzende der CDU Hannover.
Von 1994 bis 2013 gehörte sie dem Niedersächsischen Landtag an. Dort agierte sie unter anderem als Vorsitzende des Arbeitskreises Kultus und als Stellvertretendes Mitglied des Ältestenrats. Sie war Mitglied im Kultusausschuss und in der Datenschutzkommission sowie stellvertretendes Mitglied im Ausschuss für Rechts- und Verfassungsfragen. Bei den Wahlen 2003 und 2008 gewann sie jeweils das Direktmandat im Landtagswahlkreis Bad Pyrmont. Bei der Landtagswahl 2013 trat sie nicht mehr an.
Weiterhin ist sie Ratsfrau der Stadt Bad Pyrmont (seit 1986), Kreistagsabgeordnete des Landkreises Hameln-Pyrmont und Mitglied des Verwaltungsrates der Stadtsparkasse Bad Pyrmont.